# Los Carlos
Los Carlos es una localidad y pedanía española perteneciente al municipio de Lújar, en la provincia de Granada. Está situada en la parte centro-este de la comarca de la Costa Granadina. Cerca de esta localidad se encuentran los núcleos de Castell de Ferro, El Romeral, Gualchos y Rubite.

## Demografía
Según el Instituto Nacional de Estadística de España, en el año 2022 Los Carlos contaba con 77 habitantes censados.

### Evolución de la población
| Gráfica de evolución demográfica de Los Carlos entre 2012 y 2022 |
|                                                                  |
| Datos según el nomenclátor publicado por el INE.                 |

## Comunicaciones

### Carreteras
La única vía de comunicación que transcurre por la localidad es:
| Identificador | Denominación                 | Itinerario                |
| ------------- | ---------------------------- | ------------------------- |
| GR-5206       | De A-4131 a Castell de Ferro | Bargís - Castell de Ferro |

Algunas distancias entre Los Carlos y otras ciudades:
| Ciudades | Distancia (km) |
| -------- | -------------- |
| Lújar    | 7              |
| Motril   | 26             |
| Granada  | 84             |
| Almería  | 93             |
| Jaén     | 176            |
| Murcia   | 312            |